# Culsu
Nella mitologia etrusca, Culsu è una furia alata e bifronte che vigila sulla porta di ingresso dell'oltretomba. I suoi attributi principali erano una torcia e un oggetto che viene spesso identificato con un paio di forbici. Il nome di Culsu si ritrova su due iscrizioni, una delle quali attesta l'esistenza di un culto specifico dedicato alla divinità. Il nome Culsu è etimologicamente correlato a quello di Culsans, in questo caso divinità maschile, equivalente etrusco del dio Giano (anch'esso bifronte come Culsu).